# Nadmierny wzrost
Nadmierny wzrost (gigantyzm) – wzrost przekraczający 97 centyli dla wieku płci.
Wysoki wzrost może pojawiać się na bardzo wczesnych etapach życia lub dopiero w okresie dojrzewania. Nie musi się również utrzymywać po zakończeniu okresu rozwojowego. W zależności od przyczyn mogą mu towarzyszyć inne objawy.

## Przyczyny
- Wysoki wzrost rodzinny
- Pierwotne zaburzenia wzrostu
  - Zespół Marfana
  - Homocystynuria
  - Zespół Sotosa
  - Zespół Beckwitha-Wiedemanna
  - Zespół Klinefeltera
  - Zespół łamliwego chromosomu X
- Nadmiar hormonu wzrostu
  - Gigantyzm przysadkowy
  - Choroba Recklinghausena
  - Zespół McCune-Albrighta
- Przedwczesne dojrzewanie
- Opóźnione dojrzewanie
- Zaburzona czynność estrogenów